# Liste der Baudenkmäler in Zieverich
Die Liste der Baudenkmäler in Zieverich enthält die denkmalgeschützten Bauwerke auf dem Gebiet von Bergheim-Zieverich in Nordrhein-Westfalen (Stand: April 2010). Diese Baudenkmäler sind in der Denkmalliste der Stadt Bergheim eingetragen; Grundlage für die Aufnahme ist das Denkmalschutzgesetz Nordrhein-Westfalen (DSchG NRW).

| Bild           | Bezeichnung          | Lage                    | Beschreibung | Bauzeit | Denkmal- nummer | Eintragung Aktenzeichen |
| -------------- | -------------------- | ----------------------- | --- | ------- | --------------- | ----------------------- |
| weitere Bilder | Burg Zieverich       | Van-Gils-Straße 10 Lage | Die Burg Zieverich ist ein ehemaliger Rittersitz. Der alte Teil, ein rechteckiger Backsteinbau von sechs mal 2 Achsen, wurde dabei vereinfacht wieder aufgebaut. An der Südostecke ist der starke Rundturm aus Backstein – vermutlich aus dem 16. Jahrhundert – mit Schießscharten erhalten. Die Schieferhaube des Turmes stammt aus dem 18. Jahrhundert. Im Inneren ist im Turmzimmer eine barocke Stuckdecke aus der Zeit um 1730 erhalten. Anstelle der Vorburg befindet sich heute eine 2-geschossige Remise aus dem 18. Jahrhundert mit einem Kuppelwalmdach und originalen, stichbogigen Fenstern. |         | 54              | 6. Dez. 1989 AZ: 112    |
| weitere Bilder | Zievericher Mühle    | Lage                    | Erstmals erwähnt 1243, zu dieser Zeit noch einige hundert Meter südlich gelegen. Nach Neubau seit 1716 bis mindestens 1837 im Besitz der Familie Esser, stillgelegt 1950. | 1715    | 57              | 7. Feb. 1990 AZ: 34     |
| weitere Bilder | Wehranlage Zieverich | Lage                    | Es handelt sich um ein zweifeldriges Wehr mit einer Gesamtweite zwischen den Kammerwänden von 9,52 m. Die Kammerwände und Widerlagerflügel sind in Ziegelmauerwerk und die leicht gerundeten Ecken der Kammerwände in Naturstein (Basaltlava) ausgeführt. Der den Flutkanal überbrückende Bediensteg mit Holmgeländer ist in Beton zwischen Stahlprofilen mit Zementestrichauflage erbaut. In eine Stahlkonstruktion aus geschraubten U- und Doppel-T-Profilen sind zwei hölzerne Schütztafeln mit einem Antrieb durch Zahnstangen und Elektromotoren eingelassen.                                       |         | 254             | 4. Juni 2007 AZ: 315    |